# Glikolízis
A glikolízis egy anyagcsereút, melynek során egy molekula glükóz két molekula piruváttá oxidálódik. Az elnevezés a glükóz (glüküsz görögül: édes) és a lízis (lüszisz görögül: hasadás) szavakból származó összetétel. Ez a folyamat tehát a glükóz katabolizmusának kezdő lépése, mely három alapvető célt szolgál:
- ATP termelése (anaerob metabolizmus)
- Piruváttermelés a citrátciklus számára, illetve NADH termelése (aerob légzés)
- Hat, három szénatomos és piroszőlősav köztitermékek termelése más anyagcsere-folyamatok (például aminosav-szintézis) céljaira.

Mint az aerob és anaerob légzés alapfolyamata, a glikolízis az őstípusa az ismert egyetemes anyagcsere-folyamatoknak, és szinte az összes élő szervezet sejtjeiben megtalálható. A glikolízis sok prokarióta valamint mitokondrium nélküli (például vörösvérsejt) vagy oxigénhiányos környezetnek kitett (például nehéz munkát végző izom) eukarióta sejt legfőbb energiaforrása (anaerob légzés).
A glikolízis mind eukariótákban, mind prokariótákban a citoszolban zajlik, bár a növényekben egyes reakciók – melyek a Calvin–Benson-ciklusban is megtalálhatók – a kloroplasztiszokban történnek. Ez a konzervativizmus alátámasztja a feltételezést, hogy a glikolízis igen ősi folyamat, az első prokariótákban jelent meg 3,5 milliárd éve vagy még annál is régebben.
A glikolízis legáltalánosabb és legismertebb útja az Embden–Meyerhof-útvonal, melyet először Gustav Embden és Otto Fritz Meyerhof fedezett fel. Bár a glikolízis kifejezést egyéb, alternatív útvonalakra is vonatkozhat (például a Entner-Doudoroff útvonal), ebben a cikkben az Embden-Meyerhof útvonalat taglaljuk.
A glikolízis két szakaszra bontható:
1. Befektetési szakasz: ATP-fogyasztó
2. Termelő szakasz: a fogyasztottnál több ATP keletkezik

## A glikolízis felfedezése
A glikolitikus folyamatok módszeres tanulmányozását Louis Pasteur kezdte meg 1860-ban, amikor felfedezte, hogy az erjedésért mikroorganizmusok a felelősek. 1897-ben Eduard Buchner kimutatta, hogy bizonyos sejtkivonatokkal erjedést lehet előidézni. A következő lépés az volt, amikor Arthur Harden és William Young 1905-ben megállapította, hogy a fermentáció létrejöttéhez egy hőérzékeny, nagy molekulatömegű szubcelluláris frakció (az enzimek) és egy kevésbé hőérzékeny, alacsony molekulatömegű sejtplazmafrakció (ADP, ATP, NAD+ és egyéb kofaktorok) együttes jelenléte szükséges. Az egyes konkrét részreakciókat 1940-re határozták meg, leginkább Otto Fritz Meyerhof és később Luis Leloir munkássága eredményeként. A glikolízis részleteinek feltárását leginkább az nehezítette meg, hogy az átmeneti termékeknek nagyon rövid volt az élettartama, és nagyon alacsony volt a nyugalmi koncentrációja.

## Áttekintés
A glikolízis nettó egyenlete:
| D-glükóz |                         |  |   | piruvát |                                 |
|          | + 2 NAD+ + 2 ADP + 2 Pi |  | 2 |         | + 2 NADH + 2 ATP + 2 H+ + 2 H2O |

A látszólag hiányzó egyensúlyt a Pi csoportok állítják helyre:
- Mindegyik hidrogénfoszfátként (HPO2−4) van jelen, melyek disszociációja összesen 2 protont ad.
- Mindegyikük lead egy oxigénatomot, ezzel két oxigénatomot adva. A töltésegyensúlyt az ADP és az ATP közti töltéskülönbség tartja fenn: míg az ADP 3 negatív töltéssel rendelkezik, az ATP 4-gyel.

Egyszerű anaerob fermentáció során egy molekula glükóz két molekula piruváttá alakul, s ennek során két molekula ATP szintetizálódik. A legtöbb sejt további reakciók során „visszafizeti” az elhasznált NAD+-ot etanol vagy laktát termelése mellett. Egyes baktériumok szervetlen vegyületeket használnak hidrogén akceptorként a NAD+ regenerálásához.
Aerob légzést végző sejtek sokkal több ATP-t szintetizálnak, de már nem a glikolízis részeként, hanem további aerob reakciókban, melyek a glikolízis során megtermelt piruvátot és NADH + H+-t használják. Az eukarióta aerob respiráció során a glikolízisben közvetlenül és közvetve (NADH-kból) termelődő ATP-ken kívül további 25 (tehát összesen 30-32) molekula ATP termelődik minden egyes lebontott glükózmolekula után, de ezek többsége a glikolízis szubsztrátszintű foszforilációjától teljesen eltérő módon szintetizálódik.
Mivel az egy lebontott glükózmolekulára eső energiatermelés sokkal alacsonyabb az anaerob légzés, mint az aerob légzés esetében, hipoxiás körülmények között sokkal intenzívebb a glikolízis, egészen addig, amíg valamilyen más, anaerob módon oxidálható szubsztrát (például zsírsavak) rendelkezésre nem áll.

## A glikolízis reakciói

### A glikolízis első szakasza
Az első öt lépést előkészítő (vagy befektetési) szakasznak is szokták nevezni, mivel a sejt energiát használ fel ahhoz, hogy a hatszénatomos glükózt két háromszénatomos trióz-foszfáttá (glicerinaldehid-3-foszfát) alakítsa át.
| A glikolízis első reakciója a glükóz foszforilációja glükóz-6-foszfáttá (G6P) a hexokináz enzimcsaládba tartozó enzimek közreműködésével. Ez a reakció ATP-t fogyaszt, és elsősorban az a szerepe, hogy alacsonyan tartsa a glükózkoncentrációt, ami elősegíti a glükóz folyamatos beáramlását a sejtbe a plazmamembrán-transzportereken keresztül. Ugyanakkor meggátolja a glükóz-kiáramlást, mivel a plazmamembránban nincsenek glükóz-6-foszfát-transzporterek. A glükóz az intracelluláris keményítő vagy glikogén lebontásából eredhet. Az állati szervezetekben a hexokináz egyik izoenzime, a glükokináz (vagyis hexokináz IV) is szerephez jut a májban. Ennek az enzimnek sokkal kisebb a glükóz iránti affinitása (Km-je a normoglikémia környékén van) és regulációjában is különbözik. Ezek az eltérések a máj normoglikémiát fenntartó szerepére világítanak rá. Kofaktor: Mg2+ | \| D-glükóz (Glc) \| hexokináz (HK) enzimosztály: transzferáz \| hexokináz (HK) enzimosztály: transzferáz \| α-D-glükóz-6-foszfát (G6P) \| \| \| \| \| \| \| ATP \| ADP \| \| \| \| \| \| \| \| \| \| \| \| \| \| \| \| \| \| \| \| \| \| \| |                                          |                            |
| D-glükóz (Glc) | hexokináz (HK) enzimosztály: transzferáz | hexokináz (HK) enzimosztály: transzferáz | α-D-glükóz-6-foszfát (G6P) |
| | |                                          |                            |
| ATP | ADP |                                          |                            |
| | |                                          |                            |
| | |                                          |                            |
| | |                                          |                            |
| | |                                          |                            |

| Ezután a G6P izomerizációja történik fruktóz-6-foszfáttá (F6P) a foszfohexóz izomeráz enzim segítségével. A fruktóz – foszforilációt követően – ezen a ponton léphet be a glükolitikus reakciósorba. A szerkezetváltozás redoxireakcióval jön létre: az aldehidcsoport alkohollá redukálódik, míg a szomszédos szénatom hidroxilcsoportja ketonná oxidálódik. Ez a reakció normál körülmények között nem preferált, de a (glikolízis következő reakciója által) folyamatosan alacsonyan tartott fruktóz-6-foszfát-szint mégis fenntartja. Magas fruktóz-6-foszfát-koncentráció esetén ez a reakció azonnal a visszájára fordul. | \| α-D-glükóz-6-foszfát (G6P) \| {{{forward_enzyme}}} \| {{{forward_enzyme}}} \| β-D-fruktóz-6-foszfát (F6P) \| \| \| \| \| \| \| {{{minor_forward_substrate(s)}}} \| {{{minor_forward_product(s)}}} \| \| \| \| \| \| \| \| \| \| \| \| \| \| \| \| \| \| \| \| \| \| \| |                      |                             |
| α-D-glükóz-6-foszfát (G6P) | {{{forward_enzyme}}} | {{{forward_enzyme}}} | β-D-fruktóz-6-foszfát (F6P) |
| | |                      |                             |
| {{{minor_forward_substrate(s)}}} | {{{minor_forward_product(s)}}} |                      |                             |
| | |                      |                             |
| | |                      |                             |
| | |                      |                             |
| | |                      |                             |

| Egy újabb ATP felhasználását ebben a lépésben két dolog is indokolja: A glikolitikus folyamat innentől fogva irreverzibilis és az újabb foszfátcsoport bevitele jelentette többletenergia destabilizálja a cukormolekulát. Mivel a foszfofruktokináz I enzim által katalizált reakció nagyon kedvező, a lépés gyakorlatilag irreverzibilis, ezért a glükoneogenezis során egy eltérő reakcióutat kell használni az ellenkező irányú lépés végrehajtásához. Ez egyúttal a reguláció kulcspontjává is teszi ezt a lépést (lásd lejjebb). [Koplalás során a fruktóz-2,6-biszfoszfát (a PFK-1 allosztérikus aktivátora) koncentrációja alacsony, ezért a PFK-1 aktivitása is csökkent, ennek következtében fokozódik a glukoneogenezis]. Kofaktor: Mg2+ | \| β-D-fruktóz-6-foszfát (F6P) \| {{{forward_enzyme}}} \| {{{forward_enzyme}}} \| β-D-fruktóz-1,6-biszfoszfát (F1,6BP) \| \| \| \| \| \| \| {{{minor_forward_substrate(s)}}} \| {{{minor_forward_product(s)}}} \| \| \| \| \| \| \| \| \| \| \| \| \| \| \| \| \| \| \| \| \| \| \| |                      |                                      |
| β-D-fruktóz-6-foszfát (F6P) | {{{forward_enzyme}}} | {{{forward_enzyme}}} | β-D-fruktóz-1,6-biszfoszfát (F1,6BP) |
| | |                      |                                      |
| {{{minor_forward_substrate(s)}}} | {{{minor_forward_product(s)}}} |                      |                                      |
| | |                      |                                      |
| | |                      |                                      |
| | |                      |                                      |
| | |                      |                                      |

| Az előző lépésben előidézett destabilizáció lehetővé teszi, hogy az aldoláz (aldoláz A) a hatszénatomos fruktóz-1,6-biszfoszfátot két háromszénatomos trióz-foszfátra, egy dihidroxiaceton-foszfátra és egy glicerinaldehid-3-foszfátra bontsa. | \| β-D-fruktóz-1,6-biszfoszfát (F1,6BP) \| aldoláz (ALDO) enzimosztály: liáz \| aldoláz (ALDO) enzimosztály: liáz \| D-glicerinaldehid-3-foszfát (GADP) \| \| dihidroxiaceton-foszfát (DHAP) \| \| \| \| \| \| + \| \| \| \| \| \| \| \| \| \| \| \| \| \| \| \| \| \| \| \| \| \| \| \| \| \| \| \| \| \| \| \| \| \| \| \| \| |                                   |                                    |   |                                |
| β-D-fruktóz-1,6-biszfoszfát (F1,6BP) | aldoláz (ALDO) enzimosztály: liáz | aldoláz (ALDO) enzimosztály: liáz | D-glicerinaldehid-3-foszfát (GADP) |   | dihidroxiaceton-foszfát (DHAP) |
| | |                                   |                                    | + |                                |
| | |                                   |                                    |   |                                |
| | |                                   |                                    |   |                                |
| | |                                   |                                    |   |                                |
| | |                                   |                                    |   |                                |
| | |                                   |                                    |   |                                |

| A triózfoszfát-izomeráz hatékonyan alakítja át egymásba a dihidroxiaceton-foszfátot és a glicerinaldehid-3-foszfátot. Ez lehetővé teszi, hogy a dihidroxiaceton-foszfát is ugyanazon a reakcióúton haladjon végig, mint a glicerinaldehid-3-foszfát, leegyszerűsítve ezáltal a regulációt. | \| dihidroxiaceton-foszfát (DHAP) \| {{{forward_enzyme}}} \| {{{forward_enzyme}}} \| D-glicerinaldehid-3-foszfát (GADP) \| \| \| \| \| \| \| {{{minor_forward_substrate(s)}}} \| {{{minor_forward_product(s)}}} \| \| \| \| \| \| \| \| \| \| \| \| \| \| \| \| \| \| \| \| \| \| \| |                      |                                    |
| dihidroxiaceton-foszfát (DHAP) | {{{forward_enzyme}}} | {{{forward_enzyme}}} | D-glicerinaldehid-3-foszfát (GADP) |
| | |                      |                                    |
| {{{minor_forward_substrate(s)}}} | {{{minor_forward_product(s)}}} |                      |                                    |
| | |                      |                                    |
| | |                      |                                    |
| | |                      |                                    |
| | |                      |                                    |

Megjegyzés – Az utolsó lépést a pirofoszfát-dependens foszfofruktokináz (PFP vagy PPi-PFK) is katalizálhatja. Ez az enzim ugyanazt a reakciót katalizálja, mint a PFK1 (más néven ATP-PFK), de ATP helyett pirofoszfátot (PPi) használ foszfátdonorként. Ez a reakció reverzibilis, megnövelve ezáltal a glikolitikus metabolizmus rugalmasságát. Ez az enzim állati (és emberi) szervezetekben nem, csak növényi, baktérium- és archaeasejtekben fordul elő.

### A glikolízis második szakasza
A második, kifizetődő (pay-off) szakasz szintén öt lépésből áll, ezalatt a keletkezett glicerinaldehid-3-foszfát piruváttá alakul át. Egy glicerinaldehid-3-foszfát átalakulása alatt kettő ATP keletkezik.
(Összegezve 1 db glükóz-foszfátból 2db ATP molekula felhasználásával 2 db piruvát molekula keletkezik, amelyek egyenként 2, összesen tehát 4 db ATP molekulát adnak, amikor glicerinaldehid-foszfátból létrejönnek. Mivel a glükóznak a fruktóz-biszfoszfáttá alakítása 2 db ATP molekulát vett igénybe, kívülről nézve a glikolízis összesen 4-2=2 ATP molekulát termelt.)
1. Az első lépésben a glicerinaldehid-3-foszfát 1,3-biszfoszfogliceráttá alakul át egy anorganikus foszfát beépülésével és az aldehidcsoport oxidálásával. Ezt a reverzibilis folyamatot a glicerinaldehid-3-foszfát-dehidrogenáz katalizálja.
2. A következő lépésben szubsztrátszintű foszforiláció történik: a magas csoportátviteli potenciálú foszfátcsoportot a foszfoglicerát-kináz enzim átviszi az ADP-re, így az 1,3-biszfoszfoglicerátból 3-foszfoglicerát keletkezett. Standard körülmények között a reakció exergonikus, ám a koncentrációviszonyoktól függően a folyamat visszafele is lejátszódhat.
3. Ezután a 3-foszfoglicerát 2-foszfogliceráttá alakul, a reakciót a foszfoglicerát-mutáz katalizálja.
4. Enoláz enzim segítségével a 2-foszfoglicerátból foszfoenolpiruvát (PEP) lesz, a reakció során vízkilépés történik.
5. A foszfoenolpiruváz az 1,3-biszfoszfgliceráthoz hasonlóan magas csoportátviteli potenciállal rendelkezik, így a glikolízis utolsó lépésében is szubsztrátszintű foszforiláció történik. A reakcióban a piruvát-kináz játszik szerepet, és a glikolízis harmadik, egyben utolsó irreverzibilis reakcióját alkotja.

A 3. lépést katalizálhatja a pirofoszfát-dependens foszfofruktokináz (PFP vagy PPi-PFK). Ez ugyanazt a reakciót katalizálja, mint a PFK1 (más néven ATP-PFK), de foszfátdonorja pirofoszfát (PPi), nem ATP. E reakció reverzibilis, növelve a glikolízis rugalmasságát. Ez az enzim nem található meg állatokban, de a legtöbb növényben, egyes eukarióta egysejtűekben, baktériumokban és archeákban igen. Egy ritkább ADP-dependens PFK (ADP-PFK) megtalálható egyes archeákban.

## A glikolízis regulációja
A glikolízis szabályozása a három irreverzibilis reakciót katalizáló enzim szabályozásán keresztül történik.
1. Az első szabályozható pont a glükóz -> glükóz-6-foszfát átalakulás. A reakciót katalizáló hexokináz allosztérikus gátlója a reakció végterméke, vagyis a glükóz-6-foszfát.
2. A második szabályozási lehetőség a foszfofruktokináz I regulációja. Az enzimet allosztérikusan aktiválja a megnövekedett AMP szint, amely a sejt alacsony energiatöltöttségét jelenti, illetve a fruktóz-2,6-biszfoszfát. Allosztérikusan gátol a magas ATP-, citrát- és H+-szint. A folyamat hormonálisan is szabályozható: az inzulin aktiválja, míg a glukagon gátolja az enzim működését. Mindkét enzim a fruktóz-2,6-biszfoszfát mennyiségének a megváltoztatásával fejti ki a hatását.
3. Az utolsó regulációs pont a glikolízis utolsó reakciója, amelyet a piruvát-kináz katalizál. Allosztérikusan aktivál a fruktóz-1,6-biszfoszfát (feed-forward mechanizmus), hogy ne halmozódjanak fel a köztitermékek. Allosztérikusan gátol az ATP, alanin és az acetil-koenzim-A.